# Salam Standard
Salam Standard est une classification des hôtels internationaux qui fournit des informations sur des hôtels « facilitant la pratique de l'islam par leurs hôtes » (« Muslim-friendly »). 
En fonction des critères remplis, un hôtel peut obtenir un statut de bronze, argent, or ou platine. 
Salam Standard est reconnu et soutenu par le Ministère du Tourisme et de la Culture malaisienne et le Centre Islamique du Tourisme et avait été présenté à la COMCEC, Organisation de la coopération islamique (OCI) en 2017. Plus de 55 000 hôtels étaient certifiés en 2017. Salam Standard est dirigé par Tripfez Travel, une compagnie basé en Malaisie.

## But
Salam Standard a pour but d’augmenter les normes de qualité des hôtels pour les voyageurs musulmans.

## Histoire
Salam Standard a été créé en octobre 2015 par Faeez Fadhlillah et Juergen Gallist. En avril 2017, la classification a été augmentée de 3 à 4 distinctions.

## Classification

### Critères « Bronze »
- 100 % des chambres d’hôtel sont équipées d’une douche/toilette ou salle de bain/toilette.
- Un tapis de prière pour les musulmans est disponible dans la chambre ou disponible sur simple demande.
- Le guide de prière (Qibla) pour musulman est disponible dans la chambre ou peut être demandé.

### Critères « Argent »
- Une liste de restaurants à proximité de l’hôtel servant de la nourriture halal disponible dans la chambre, ou peut être souhaité.
- Le mini-bar dans la chambre ne doit contenir aucune boisson alcoolique (ou si disponible, celles-ci peuvent être retirées sur commande).

### Critères « Or »
- L’Hôtel offre un menu halal certifié (petit déjeuner et/ou service de chambre).

### Critères « Platine »
- L’hôtel entier est exempt d’alcool.